# Braßhagen
Braßhagen ist eine kleine Ansiedlung und Ort in Hückeswagen im Oberbergischen Kreis im südlichen Nordrhein-Westfalen innerhalb des Regierungsbezirks Köln.

## Lage und Beschreibung
Er liegt an einer Verbindungsstraße zwischen der Bundesstraße 237, die von Hückeswagen nach Bergisch Born führt, und der Kreisstraße K2, die von Hückeswagen-Wiehagen nach Remscheid-Lennep führt. Nachbarorte sind Goldenbergshammer, Höhsiepen, Ulemannssiepen, Busenbach und Remscheid-Kaltenborn.
In Braßhagen mündet eine Stichstraße zum ehemaligen Landgasthof Busenbacher Hof, der jedoch heute so gut wie keine Bedeutung mehr hat. Im Ort entspringt der Bach Brasshagener Siefen, ein Zufluss des Busenbachs.

## Geschichte
1490 wurde der Ort das erste Mal in Kirchenrechnungen urkundlich erwähnt. Schreibweise der Erstnennung: (der) Braß. Im Jahr 1750 tauchte erstmals der Name Brasshagen auf. Die Herkunft des Namens ist der Familienname Braß oder Brasse. Die Karte Topographia Ducatus Montani aus dem Jahre 1715 zeigt den Hof als wirtshag, die Topographische Aufnahme der Rheinlande als Brashagen. Im 18. Jahrhundert gehörte der Ort zum bergischen Amt Bornefeld-Hückeswagen.
1815/16 lebten 38 Einwohner im Ort. 1832 gehörte Braßhagen unter dem Namen Brashagen der Lüdorfer Honschaft an, die ein Teil der Hückeswagener Außenbürgerschaft innerhalb der Bürgermeisterei Hückeswagen war. Der laut der Statistik und Topographie des Regierungsbezirks Düsseldorf als Weiler kategorisierte Ort besaß zu dieser Zeit vier Wohnhäuser und acht landwirtschaftliche Gebäude. Zu dieser Zeit lebten 28 Einwohner im Ort, davon vier katholischen und 24 evangelischen Glaubens.
Im Gemeindelexikon für die Provinz Rheinland werden 1885 drei Wohnhäuser mit 47 Einwohnern angegeben. Der Ort gehörte zu dieser Zeit zur Landgemeinde Neuhückeswagen innerhalb des Kreises Lennep. 1895 besitzt der Ort vier Wohnhäuser mit 13 Einwohnern, 1905 vier Wohnhäuser und 20 Einwohner.
Braßhagen lag in unmittelbarer Nähe zur alten Bergischen Eisenstraße und lag somit an einer wichtigen Handelsstraße, die später jedoch an Bedeutung verlor. Heute ist der Ort von Wohnbebauung und Landwirtschaft geprägt.

## Vereinsleben
In Braßhagen befindet sich das Vereinshaus für Freunde alter Traktoren und Landmaschinen, deren Exponate teilweise jahrhundertealt sind. Ein jährlicher Tag der offenen Tür bietet die Möglichkeit zur Besichtigung.